# جائزة التشيك الكبرى للدراجات النارية 2018
جائزة التشيك الكبرى للدراجات النارية 2018 هو سباق دراجات نارية أقيم بتاريخ 5 أغسطس 2018 في حلبة برنو، التشيك. كان الجولة العاشرة من أصل 19 في سباق الجائزة الكبرى للدراجات النارية موسم 2018. فاز أندريا دوفيزيوسو بفئة الموتو جي بي بينما جاء خورخي لورنزو في المركز الثاني وحصل على المركز الثالث مارك ماركيث. فاز بفئة الموتو 2 ميغيل أوليفيرا بينما فاز بفئة الموتو 3 الإيطالي فابيو دي جيانانتونيو.